# Agusta

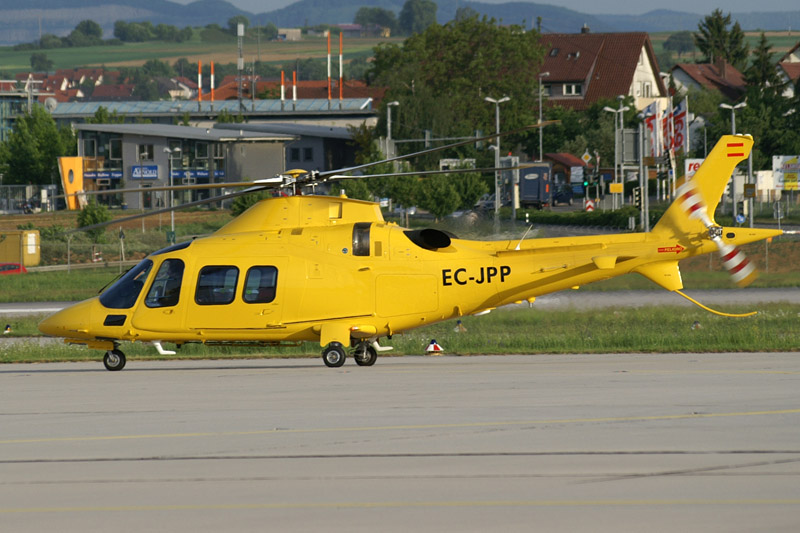
Agusta A109S Grand

Agusta war die Kurzbezeichnung für das im Jahr 1907 als Societa Costruzioni Aeronautiche Giovanni Agusta im italienischen Cascina Costa (VA) vom Flugzeugpionier Giovanni Agusta gegründete Unternehmen; später konzentrierte sich das Unternehmen auf die Herstellung von Hubschraubern, ab 2000 unter der Marke AgustaWestland. Heute in den italienischen Rüstungskonzern Leonardo eingegliedert, war es bis zu seiner Übernahme die älteste italienische Flugzeugfabrik.

## Geschichte
Ab 1908 baute Agusta Flugzeuge, neben militärischem Fluggerät auch Sport- und Reiseflugzeuge. Giovanni Agustas Söhne Domenico, Vincenzo, Mario und Corrado bauten das Unternehmen aus und begannen mit der Fertigung von Motorrädern. Nach dem Zweiten Weltkrieg und der Kontrolle der Alliierten war zunächst nur der Bau von Straßenfahrzeugen gestattet. Domenico Agusta, gründete im Jahr 1945 schließlich den Motorradhersteller MV Agusta.
Seit 1952 fertigte Agusta in Lizenz des US-amerikanischen Unternehmens Bell Helicopter. In der Folge arbeitete Agusta eng mit der Hubschraubersparte von Boeing sowie Sikorsky Aircraft zusammen. Zwei Jahre später entwickelte Agusta den ersten italienischen Hubschrauber.
Im Jahr 1983 übernahm Agusta den italienischen Flugzeugkonkurrenten SIAI-Marchetti. Im Jahr 1994 wurde die Firma aus dem Besitz der staatseigenen Holding EFIM von Finmeccanica (heute Leonardo S.p.A.) übernommen, die Flugzeugaktivitäten wurden in andere Tochterfirmen des Finmeccanica-Konzerns verschoben und Agusta wurde reiner Hubschrauberhersteller.
Im Juli 2000 fusionierte Agusta mit der britischen Westland Helicopters zu AgustaWestland. Am 26. Mai 2004 übernahm Finmeccanica schließlich das vormalige Joint Venture zu 100 %. Am 1. Januar 2016 ging Agusta-Westland mit anderen Konzern-Unternehmen ganz in Finmeccanica auf, die am 1. Januar 2017 in Leonardo S.p.A. umbenannt wurde. Leonardo ist zurzeit nach Airbus Helicopters der weltweit zweitgrößte Hersteller von zivilen Hubschraubern. Seit Oktober 2021 ist Agusta eine Leonardo-Marke; Die neue Marke, die auf der Expo Dubai 2020 anlässlich der Einweihung des Hubschrauberterminals Casa Agusta vorgestellt wurde, wurde geschaffen, um den Drehflügelsektor im VIP-Markt zu festigen.

## Typen
- A101 (ab 1958)
- A102 (ab 1959)
- A103 (ab 1959)
- A104 (ab 1960)
- A105
- A106
- AB-206A-1 (in Lizenz ab 1961)
- AB-206B (Lizenz)
- AB-47 (Lizenz)
- A109
- A119 Koala
- A129 Mangusta
- AW139 (frühere Bezeichnung: AB139)
- AB-205 (Lizenz)
- AB-212 (Lizenz)
- AW249[1]
- AB-412 (Lizenz)
- AS-SH-3D (Lizenz)
- AS-61A-4 (Lizenz)
- HH-3F (Lizenz)
- CH-47C (Lizenz)
- NH90 (Beteiligung)
- AW101 (mit Westland)
- Bell-Agusta BA609